# Agrilus darjiling
Agrilus darjiling é uma espécie de inseto do género Agrilus, família Buprestidae, ordem Coleoptera.
Foi descrita cientificamente por Jendek, 2001.